# Microrégion de São João del-Rei
Pour les articles homonymes, voir São João del-Rei (homonymie), São João et João.
La microrégion de São João del-Rei est l'une des trois microrégions qui subdivisent le Campo das Vertentes, dans l'État du Minas Gerais au Brésil.
Elle comporte 15 municipalités qui regroupaient 181 376 habitants en 2006 pour une superficie totale de 5 772 km2.

## Municipalités[1]
- Conceição da Barra de Minas
- Coronel Xavier Chaves
- Dores de Campos
- Lagoa Dourada
- Madre de Deus de Minas
- Nazareno
- Piedade do Rio Grande
- Prados
- Resende Costa
- Ritápolis
- Santa Cruz de Minas
- Santana do Garambéu
- São João del-Rei
- São Tiago
- Tiradentes